# Marie Walewska
Ne doit pas être confondu avec Marie Walewska (film) ou Marie-Anne Walewska.
Marie Walewska, née Łączyńska le 7 décembre 1786 à Kiernozia et morte le 11 décembre 1817 à Paris, est une noble polonaise connue pour avoir été « la femme polonaise » de Napoléon Ier avec laquelle il a eu un fils, Alexandre Colonna Walewski.

## Biographie

### Enfance
Maria naît le 7 décembre 1786 à Brodno, village proche de Kiernozia au sein d'une famille de l'ancienne noblesse polonaise. Le père de Maria, Maciej Łączyński reprend le domaine familial lorsque son frère aîné décide d'entrer dans les ordres. En 1794, il participe à l'insurrection polonaise de Tadeusz Kościuszko contre la Russie impériale. Son échec en 1795 provoque le troisième et dernier partage de la Pologne entre les puissances voisines et la disparition du Royaume de la carte de l'Europe. Les terres de la famille font partie du territoire incorporé à la Prusse. Maciej Łączyński, blessé durant une des batailles, décède en mai 1795.
La première enfance de Maria fut heureuse, bien que souvent solitaire. Après la mort de son père, son enfance est marquée par le précepteur engagé par sa mère Ewa. C'est un Français venu en Pologne sept ans plus tôt, Nicolas Chopin, le père du célèbre compositeur Frédéric. De 1795 à 1802, il éduque Teodor et Maria, puis les deux autres filles, Antonina et Emilia, avant d'entrer au service d'une famille amie des Łączyński, la famille Skarbek.
À cette époque, de nombreux jeunes gens quittent le pays pour s'engager dans les Légions polonaises formées à Mantoue sous le commandement du général Jan-Henryk Dąbrowski. C'est d'ailleurs le cas du frère aîné de Maria, Benedykt Łączyński qui deviendra général en 1804 (Teodor, deviendra colonel de l'armée française).
Un peu avant son quatorzième anniversaire, Maria part pour le couvent Notre-Dame-de-l'Assomption à Varsovie, où les jeunes filles de bonne famille sont envoyées pour y compléter leur éducation. « Marie est intelligente et studieuse, avec une douceur de caractère qui l'a fait aimer par tous ici » écrivait la supérieure à sa mère, Ewa Łączyńska, à la fin de la scolarité de la jeune fille. Maria était aussi devenue d'une grande beauté. Il n'y avait qu'une voie qui pouvait apporter à une fille fortune et honneur : un riche mariage avec un homme bien né.

### Mariage
Elle est mariée en 1804 - à 17 ans - au comte et chambellan  Anastazy Walewski, un grand noble polonais quasi septuagénaire. La jeune femme rêve d'une Pologne libre, et « nourrit une haine virile du Russe qui occupe la Mazovie, où elle est née, à quelques lieues de Varsovie, mais aussi du Prussien et de l'Autrichien qui se sont partagé le reste du pays ». C'est en Pologne, en 1805, qu'elle donne naissance à son premier fils, Antoni.

### Relation avec Napoléon

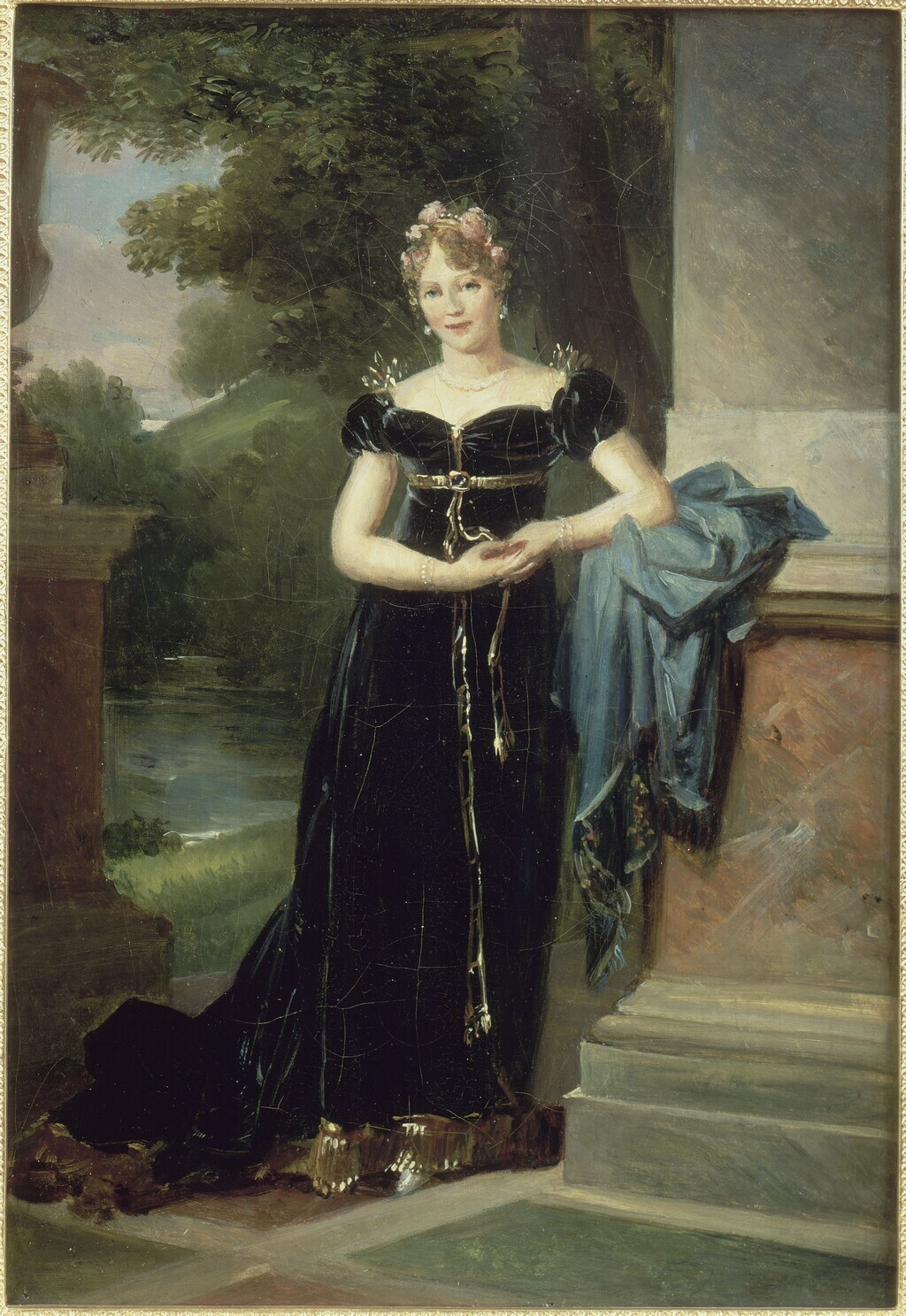
Portrait de la comtesse Marie Walewska en 1812 par François Gérard.

À l'automne 1806, Napoléon Ier occupe le territoire polonais. Les Polonais l'attendaient comme le champion de la liberté, qui devait libérer la Pologne. Les Walewski, eux aussi, voient en lui un libérateur, et s'installent à Varsovie pour mieux s'intégrer à l'enthousiasme ambiant. Maria s'abandonna à une fiévreuse agitation, travaillant avec les dames de Varsovie à organiser des hôpitaux, des ambulances, des stations de premier secours. Elle est également introduite dans la haute société, mais la vie mondaine l'intéresse peu.
C'est le 1er janvier 1807, lors du passage de l'empereur au relais de poste de Błonie, sur la route de Varsovie, que Maria Walewska aurait rencontré Napoléon pour la première fois. Un bal organisé par Talleyrand, ministre français des relations extérieures, devait marquer à Varsovie l'ouverture du carnaval et constituer la plus brillante réception que la capitale dévastée eût vue depuis Stanislas-Auguste. Un bref paragraphe parut dans le journal officiel, la gazette de Varsovie : « Sa majesté l'Empereur a assisté à un bal chez le ministre des relations extérieures, le Prince de Bénévent, au cours duquel il a invité à une contredanse la femme du chambellan Anastazy Walewski. » À midi, le lendemain, une voiture s'arrêta devant l'hôtel des Walewski. Duroc, le grand maréchal du palais, en descendit, portant un gigantesque bouquet de fleurs et une lettre sur un épais parchemin, fermée du sceau vert impérial.
« Je n'ai vu que vous, je n'ai admiré que vous, je ne désire que vous. […] » « N ». Maria fit répondre à Duroc qu'il n'y aurait pas de réponse. D'autres lettres enflammées suivirent… Les allées et venues de Duroc allaient attirer l'attention, et nombre de gens venaient donner des conseils à Marie. Elle avait été distinguée par le destin. Elle avait été choisie pour sauver la Pologne. Le chef de famille Łączyński - soldat modèle de l'empereur - lui donnait sa bénédiction.
Elle finit par accepter (avec l'accord de son mari) de devenir sa maîtresse. L'« idylle » printanière du couple (d'avril à juin) dans le lointain château de Finckenstein est un moment unique et entièrement inattendu dans la vie de Napoléon, une période qui le vit déployer ce qu'un historien de cette période de sa vie appela une « énergie miraculeuse ». Pour Maria, la décision de rejoindre l'Empereur à Finckenstein était un acte de suprême courage et le risque couru énorme. Les deux amants sont très épris l'un de l'autre et l'empereur va dès lors organiser sa vie de façon à consacrer du temps à ses amours, chose qu'il n'avait pas faite depuis Joséphine de Beauharnais.
Dans l'intimité, Maria, avec son doux caractère polonais, ramène la conversation sur son idée fixe : la résurrection de la Pologne. Patiemment, Napoléon discute avec elle sans toutefois s'engager. Ses arguments sont toujours les mêmes : que les Polonais fassent preuve de cohésion, de maturité, qu'ils soutiennent militairement sa lutte contre l'Empire russe, et ils seront récompensés selon leurs mérites. Son obstination finira par aboutir : Napoléon crée en 1807 le Duché de Varsovie qui disparaîtra peu après la défaite de la campagne de Russie en 1812-1813. C'était en fait un compromis pour ne pas déplaire au tsar, mais une réponse terriblement faible à l'attente des Polonais dont des milliers de soldats étaient morts pour l'empereur.

### Naissance d'Alexandre
Le 4 mai 1810, à 4 heures de l'après-midi, Alexandre, comte Walewski, un bel enfant robuste, ouvre les yeux sur un monde où il allait connaître une carrière brillante et tumultueuse. « Je suis né au château Walewice en Pologne », écrira 35 années plus tard dans ses Mémoires le futur ministre des affaires étrangères de Napoléon III. Anastazy Walewski - âgé de 73 ans - le reconnaît déclarant qu'il est issu de son mariage avec Maria née Łączyńska - âgée de 23 ans -. Napoléon apprend la naissance de son fils au cours d'un voyage triomphal en Belgique avec sa jeune épouse (Marie-Louise d'Autriche). Il fait parvenir des dentelles de Bruxelles et 20 000 francs en or pour Alexandre. Le 5 mai 1812, à Saint-Cloud, en présence de Maria, Napoléon signe un long document juridique garantissant l'avenir du jeune Alexandre . La dotation consistait en 60 fermes aux environs de Naples, d'un revenu annuel de 169 516 francs 60 centimes. Les armoiries conférées par les lettres patentes en même temps que le titre de comte de l'Empire étaient un mélange des blasons Walewski et Łączyński .

### Séparation et divorce
D'après les règles de la communauté de biens de son mariage, les revenus de la dotation du jeune Alexandre, pendant sa minorité, couraient le risque d'être engloutis dans l'avalanche de dettes du vieux chambellan. Le 16 juillet 1812, le couple passa un acte dans lequel Maria déclarait son intention de se séparer légalement de son mari et se chargeait d'assumer la responsabilité financière de ses deux fils (Antoni et Alexandre). La comtesse Walewska bénéficiait des dispositions récemment introduites par le Code Napoléon qui facilitait le divorce. Le 24 août le mariage était dissous - un temps étonnamment court pour qu'un tribunal rendît une décision. Si Maria était légalement libre, son éducation catholique comme la tradition la contraignirent, aussi longtemps que vécut le chambellan (2 ans et demi), à le considérer comme son mari.

### Vie en France
L'année 1813 trouve Maria de retour à Paris, installée rue de la Houssaye avec ses deux fils, son frère Teodor et sa sœur Antonina. Grâce à la généreuse dotation de Napoléon, la comtesse Walewska est une femme riche. Elle habite aussi de 1811 à 1812 à Boulogne-sur-Seine au 7, rue de Montmorency dans une maison qui porte encore son nom.
Maria et son fils Alexandre rendent visite à Napoléon en exil à l'île d'Elbe du 1er au 3 septembre 1814 en compagnie d'Emilia et de Teodor, sœur et frère de Marie.

### Second mariage
Veuve en 1814 de son premier mari, elle consent à épouser le 7 septembre (Sainte-Gudule Bruxelles) 1816 le comte Philippe Antoine d'Ornano, cousin éloigné de Napoléon et général d'empire. En janvier 1817, Maria qui attendait un enfant décida de se rendre en Pologne pour consulter son vieil ami, éminent gynécologue, le Dr Ciecierski. Il diagnostiqua une maladie des reins : toxémie aiguë aggravée par la grossesse. La fin de sa vie semble proche. Au cours de l'été, étendue sur une chaise longue dans le jardin de sa maison à Liège, la comtesse d'Ornano dicta à son secrétaire, ce qui est supposé être ses Mémoires. Sa liaison avec l'empereur y est décrite comme « un sacrifice fait à son pays ».

### Mort
À 7 heures du soir, le 11 décembre 1817, plusieurs mois après un accouchement difficile, le cœur de Maria Walewska cessa de battre. Elle avait 31 ans et 4 jours. « Toute la maison était plongée dans un vrai désespoir, racontera Alexandre Walewski des années plus tard. […] Ma mère était l'une des femmes les plus remarquables qui eût existé. » 
Dans son testament, Maria exprima le désir que son cœur reste en France mais que son corps soit transporté en Pologne dans le caveau familial de Kiernozia. Conformément à ce vœu, une urne contenant son cœur repose aujourd'hui au cimetière du Père-Lachaise dans le caveau des d'Ornano (67e division), portant la simple inscription : « Maria Walewska, comtesse d'Ornano […] » et le corps fut emmené en Pologne 4 mois plus tard.

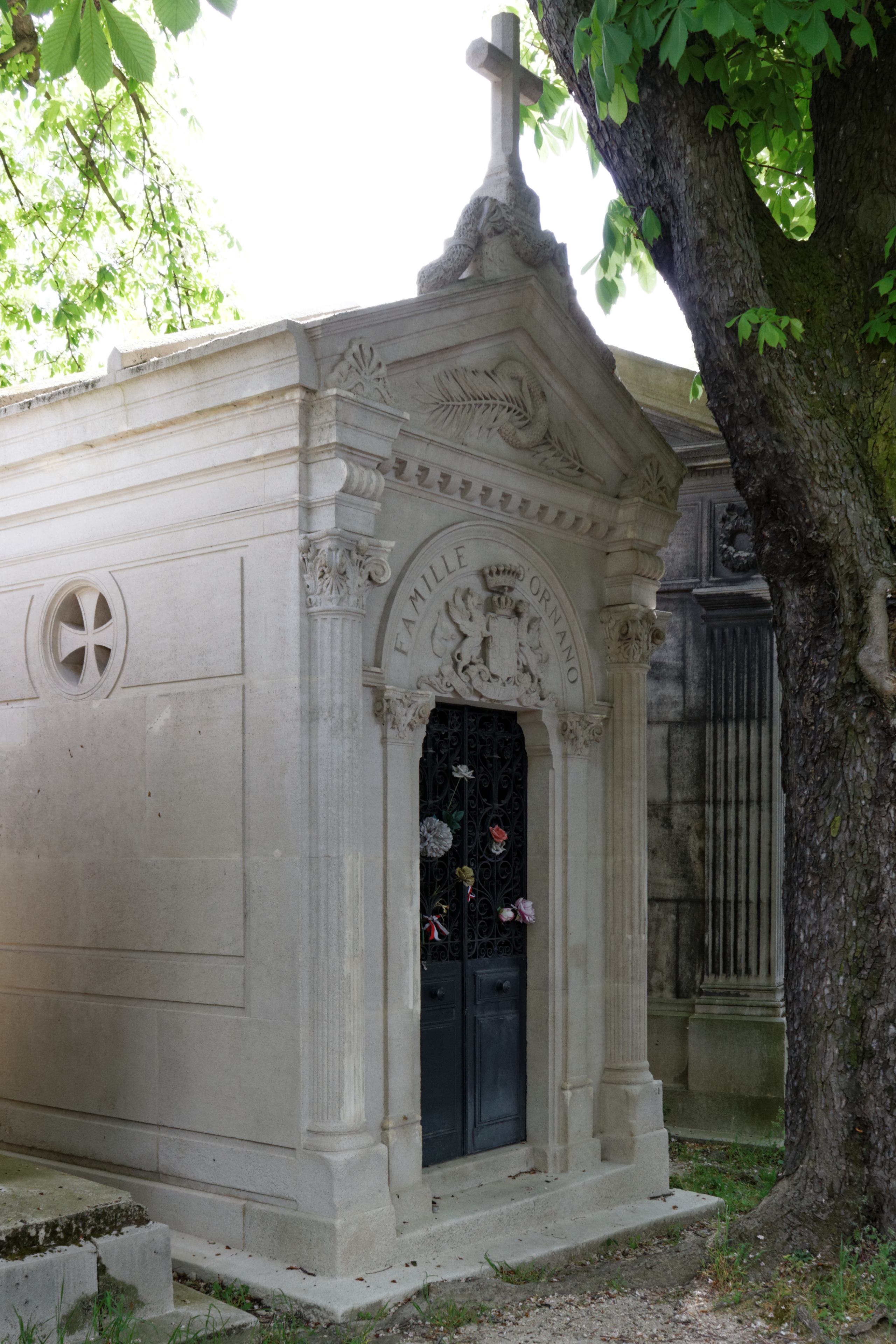
Son cœur repose au cimetière du Père-Lachaise.
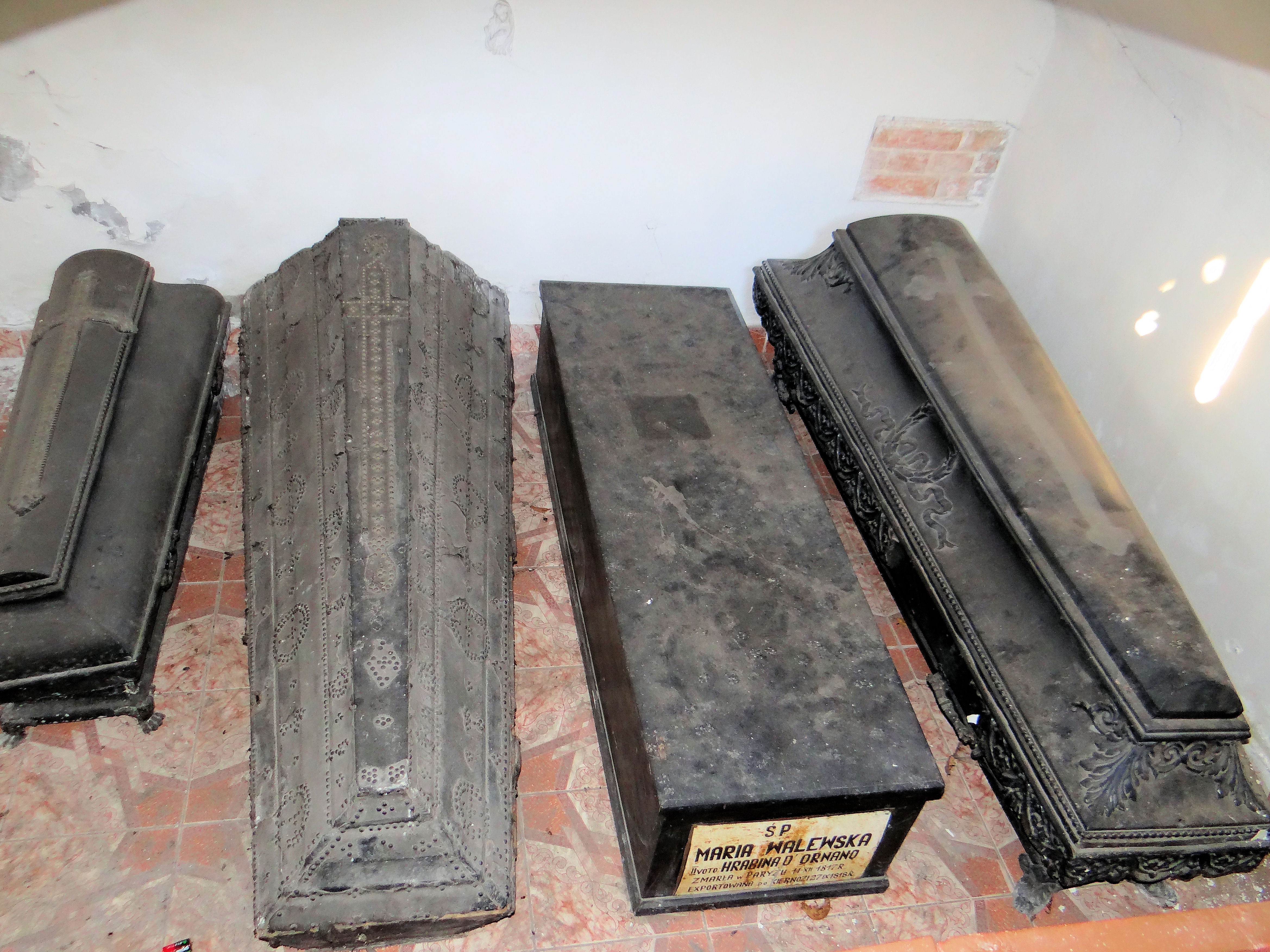
Son corps repose dans l'église de Kiernozia.

## Regards des contemporains
Sous la plume de Madame de Kielmannsegge :
« J'eus peu de rapports avec Mme Walewska (…) Elle n'était pas précisément grande, mais elle avait la taille bien prise, les cheveux blonds, le teint clair, la figure pleine, un sourire extrêmement agréable et un timbre de voix qui la rendait sympathique aussitôt qu'elle parlait ; modeste et sans prétention, très réservée dans ses gestes et toujours très simple dans sa toilette, elle avait comme femme tout ce qu'il faut pour plaire et être aimée. »
Napoléon évoquant Marie Walewska :
« Une femme charmante, un ange ! C'est bien d'elle qu'on peut dire que son âme est aussi belle que sa figure !… »

## Postérité

### Filmographie
En 1937, Greta Garbo interprète le rôle de Maria Walewska dans le film Marie Walewska (Conquest, en anglais) qui retrace sa vie.
En 1984, Serge Lama sort l'album Marie, la polonaise : Napoléon volume III, qui contient la chanson Marie La Polonaise.
En 2002, Alexandra Maria Lara incarne Marie Walewska dans la mini-série TV historique Napoléon.

### Documentaire
Marie Walewska fait partie des figures féminines traitées dans le cadre de l'émission Secrets d'histoire, intitulée Napoléon et les femmes diffusée le 14 août 2008 sur France 2.